# Stazione di Ponticino
La stazione di Ponticino è una stazione ferroviaria sulla linea Firenze-Roma a servizio della frazione di Ponticino.
La gestione degli impianti è affidata a Rete Ferroviaria Italiana (RFI).

## Struttura ed impianti
Il fabbricato viaggiatori si compone di due livelli ma soltanto il piano terra è aperto al pubblico. L'edificio è in muratura ed è tinteggiato di bianco. È composto da quattro finestre monofore per quanto riguarda la facciata del fronte e tre per le facciate laterali. Tutte le finestre sono corredate da cornicioni
La stazione disponeva di uno scalo merci con annesso magazzino: oggi (2010) lo scalo è stato smantellato mentre il magazzino è stato convertito a deposito. L'architettura del magazzino è molto simile a quella delle altre stazioni ferroviarie italiane.
La pianta dei fabbricati è rettangolare.
Il piazzale è composto da quattro binari. Nel dettaglio:
- Binario 1: è su tracciato deviato e viene usato per le eventuali precedenze fra i treni in direzione sud
- Binario 2: è su corretto tracciato; fermano i treni in direzione Arezzo
- Binario 3: è su corretto tracciato; fermano i treni in direzione Firenze
- Binario 4: è su tracciato deviato e viene usato per le eventuali precedenze fra i treni in direzione nord

Tutti i binari sono dotati di banchina, riparati da una pensilina e collegati fra loro da un sottopassaggio.

## Servizi
La stazione offre i seguenti servizi:
- Biglietteria self-service (solo biglietti regionali) attiva 24/24 h[1].
- Parcheggio auto[1]
- Sottopassaggio
- Fermata autobus[1] Etruria Mobilità
- Sala di attesa
- Parcheggio bici[1]

## Movimento
Il servizio passeggeri è svolto in esclusiva da parte di Trenitalia (controllata del gruppo Ferrovie dello Stato) per conto della Regione Toscana.
I treni sono esclusivamente di tipo regionale.
In totale sono circa cinquantadue i treni che effettuano servizio in questa stazione e le loro principali destinazioni sono: Arezzo, Chiusi e Firenze Santa Maria Novella.
La linea su cui si trova la stazione fa parte del servizio Memorario